# VISTA (망원경)
VISTA(Visible and Infrared Survey Telescope for Astronomy, 가시광선 및 적외선 관측 천문 망원경)은 직경 4.1 미터의 반사경을 갖춰 시야가 넓은 반사 망원경으로 칠레의 파라날 천문대에 있다.  유럽 남방 천문대에서 2009년 12월부터 운영중이다. VISTA는 적외선 영역 관측망원경이며 근적외선 영역 관측 망원경으로는 가장 큰 망원경이다. 망원경은 관측 기기로 VIRCAM(Vista InfraRed CAMera, VISTA 적외선 카메라) 하나만을 장착하고 있다. 이 카메라의 무게는 3 톤으로  적외선에 민감한 16 개의 특수 검지기를 달고 있으며 이들을 결합하여 나타낼 수 있는 화소는 총 67 만 픽셀이다.
2세대 관측 기기인 4MOST(2400-object fibre-fed Multi-Object SpecTrograph, 2400 개체 다중 분광기)는 개발중으로 2020년 무렵 도입될 예정이다.
VISTA는 차가운 성운이나 적색편이가 커서 파장이 길어져 가시광선으로는 관측할 수 없는 천체들을 관측하는데, 큰 적색 편이를 갖는 먼 우주의 천체를 관측함으로써 초기 우주의 모습을 살필 수 있다.
VISTA는 영국의 퀸 메리,런던 대학교에서 개발을 주도하였고 영국 과학기술 시설 위원회 (STFC)가 주식을 인도하는 방식으로 구매하였다.

## 프로젝트
VISTA의 천체관측 구역은 남반구의 적외선 영역이다. 이러한 관측은 그 자체가 직접적인 과학적 결과를 도출하고 또한 대구경 망원경의 향후 연구를 위한 대상 선정에 도움을 주기 위한 것이다. 연계된 관련 프로젝트로는 광시야 카메라(WFCAM)를 장착하고 북반구를 관측하는 하와이의 영국 적외선 망원경과 남반구의 가시광선 영역을 관측하는 VLT 관측 망원경이 있다.

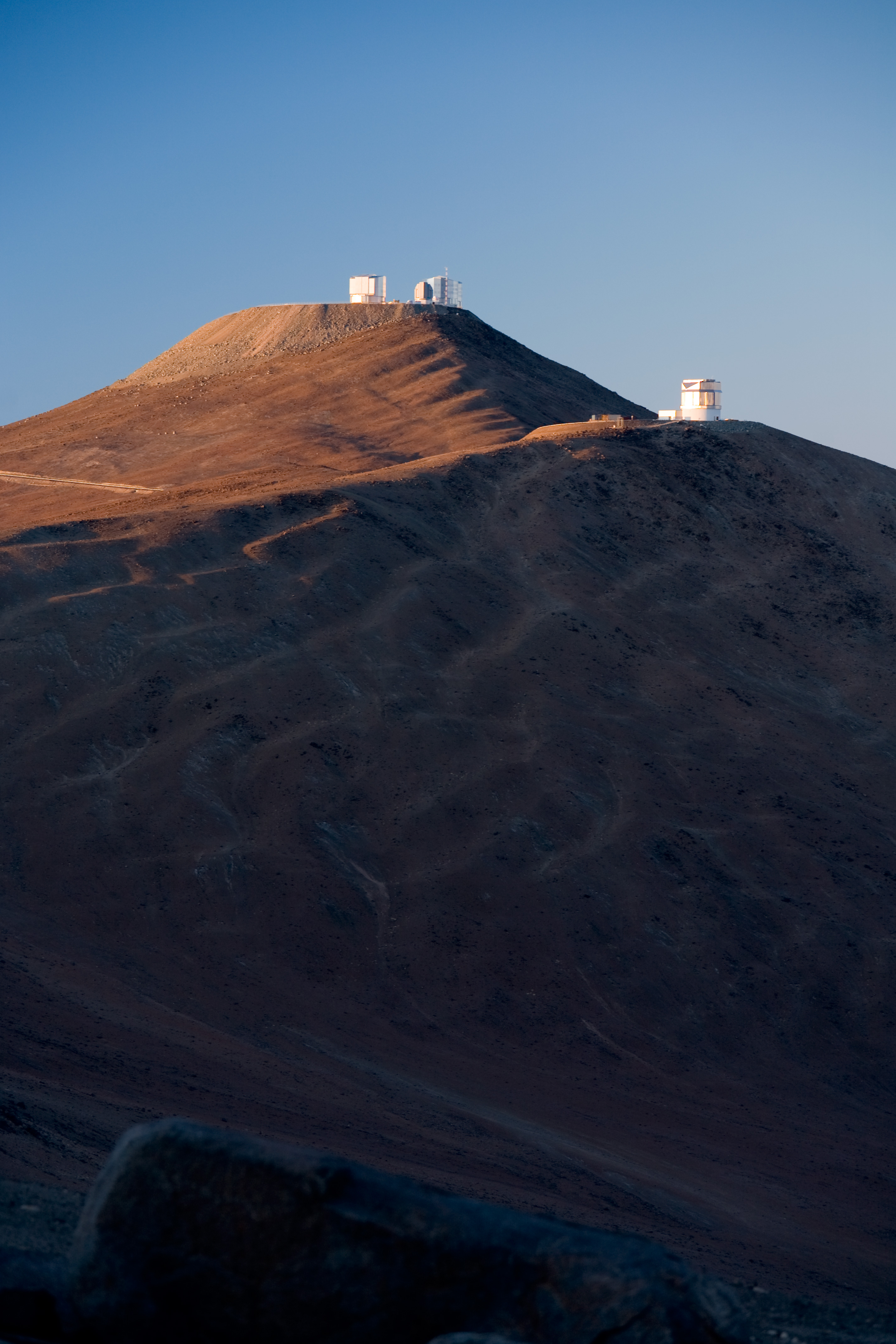
이른 아침에 촬영한 케로 파라날 산 정상의 VISTA.

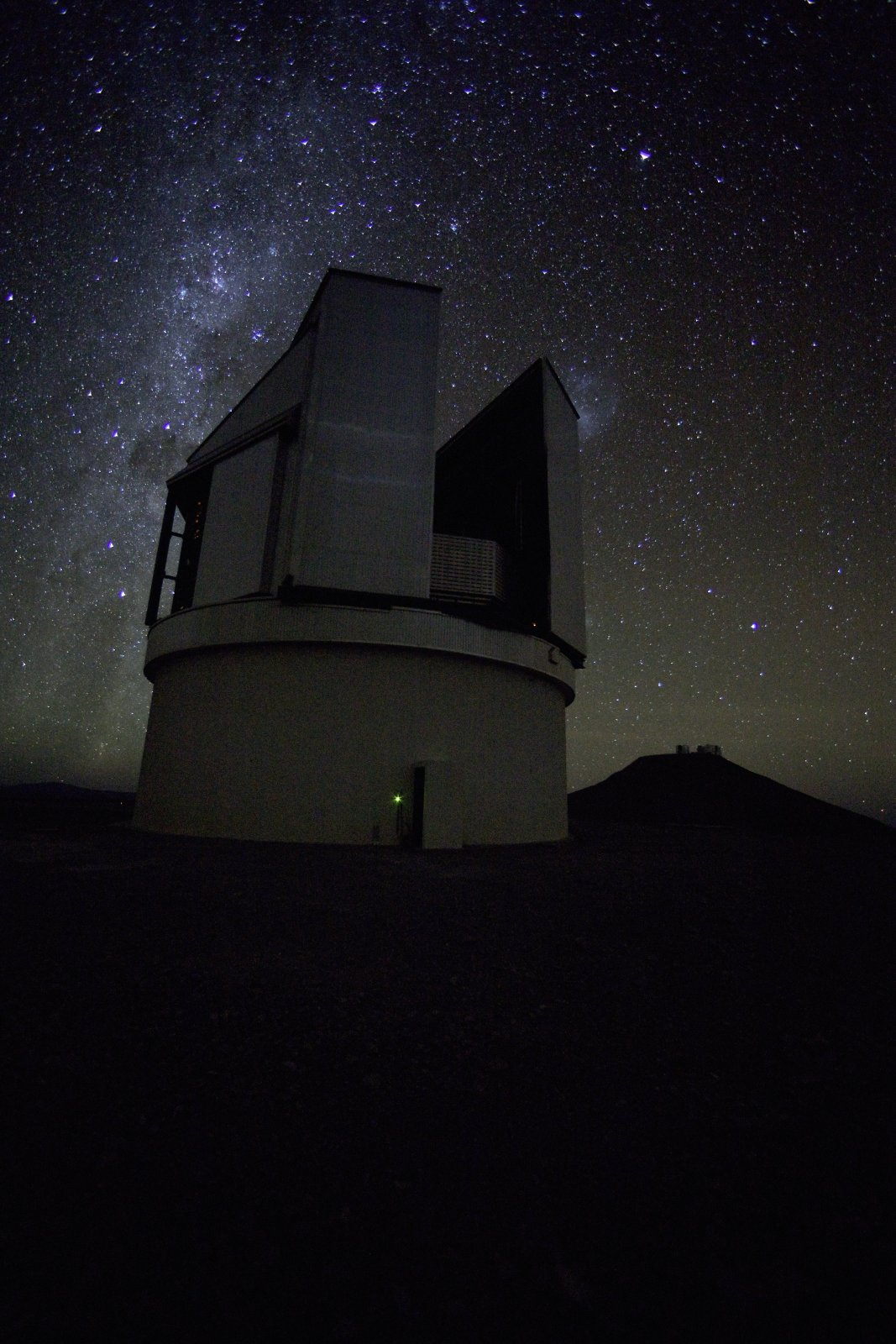
야간에 촬영한 VISTA 밤(ESO 제공).

VISTA가 촬영한 오리온 성운. 노란색의 젊은 별이 보인다.

VISTA의 최초 촬영 영상 중 하나. 말머리 성운 인근의 불꽃 성운.

VISTA가 촬영한 화학로자리의 은하들.

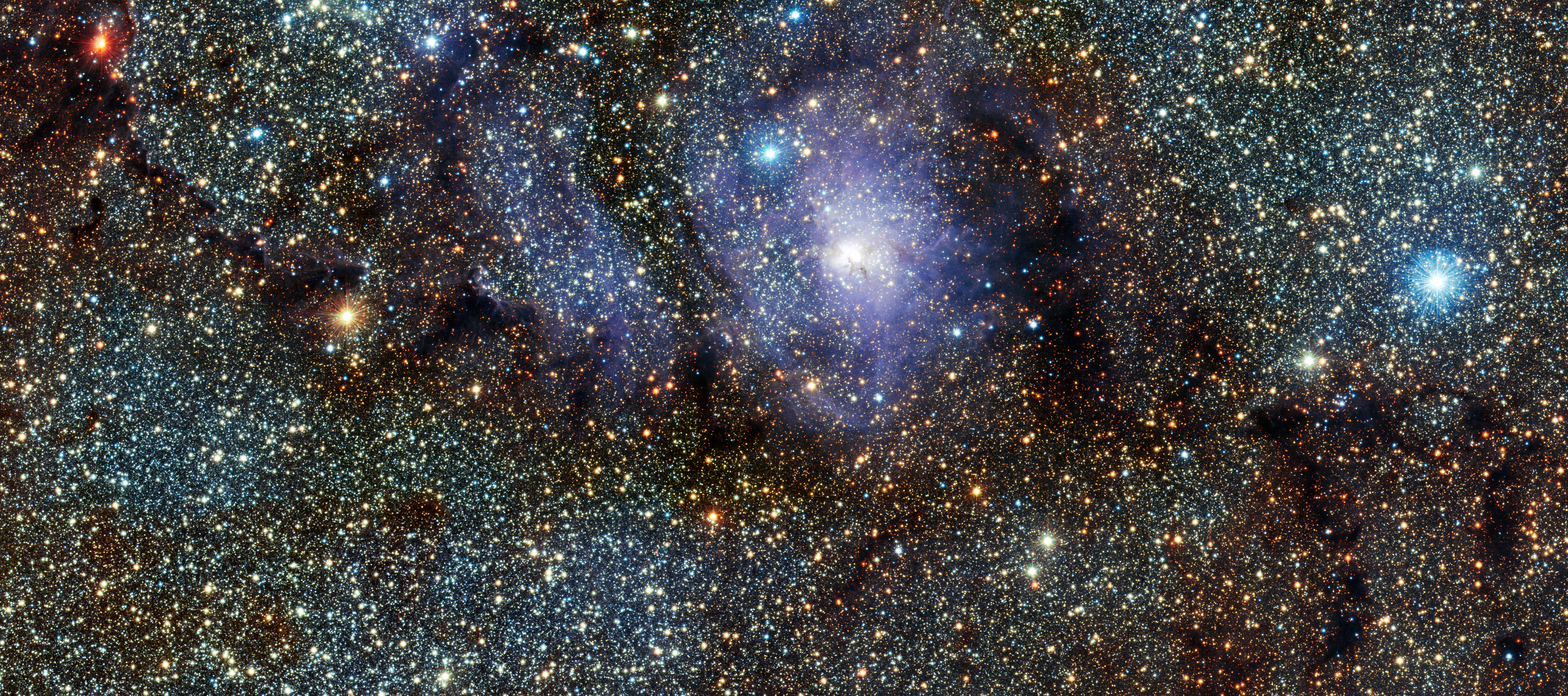
VISTA가 관측한 블루 라군/

이 프로젝트는 1999년 영국의 18개 대학교가 구성한 VISTA 컨소시엄이 영국 정부로부터 예산을 지원받아 시작되었으며 추가로 영국 입자 물리학 천문학 연구위원회의 자금 지원을 받았다. VISTA 프로젝트의 소요 비용은 약 4천6백만 유로(3천6백만 파운드)이다.
컨소시엄은 칠레의 여러 지역을 물색한 뒤 유럽 남방 천문대가 운영하는 파라날 천문대의 초거대 망원경 부근에 있는 해발 1,500m의 제2봉으로 위치를 정하였다. 망원경의 디자인과 건축에 대한 기술 책임은 영국 천문 기술 센터가 맡았다.  2년 뒤인 2002년 영국은 유럽 남방 천문대에 가입하였고 VISTA는 일종의 가입 비용이 되었다. 컨소시엄이 망원경을 건립한 뒤 영국 과학 기술 시설 위원회가 망원경 운영의 절반을 소유하였고 나머지는 유럽 남방 천문대 회원 가입국 천문학자들에게 개방되었다.

## 관측
20110년 시작된 VISTA의 관측 목표는 오늘날 천문학이 갖고 있는 여러 미해결 과제들로 암흑 에너지의 탐구, 지구 근접 소행성의 관측과 같은 것들도 포함된다.
VISTA의 주요 관측 프로그램은 모두 여섯개로 UltraVISTA(초원거리 우주 적외선 탐사), VIKING(킬로 등급 적외선 은하 관측), VMC(마젤란 은하 관측), VVV(우리 은하 관측), VHS:(남반구 전체 관측), VIDEO(원우주 외계은하 관측)이 있다. 이 프로그램들은 망원경 운영 초기 5년의 주요 목표이었다. 관측은 천구의 다양한 영역에서 서로 다른 거리에 대해 이루어져 과학적 질문을 공략하였다. 보다 자세산 정보는 유럽 남방 천문대의 VISTA 관측 웹사이트에서 살펴볼 수 있다.

## 과학
거대 망원경인 VISTA는 넓은 영역의 하늘을 빠르게 살필 수 있으며 희미한 빛도 감지할 수 있다. VISTA가 한 번에 수집하는 이미지의 영역은 보름달이 하늘을 가리는 영역의 열배 가까이 된다.
VISTA는 우리 은하를 관측하며 새로운 갈색 왜성을 발견하였고 암흑 물질의 특성을 시험할 아이디어 수립에 도움을 주기도 하였다. 또한 VISTA의 데이터는 관측 가능한 우주 전체의 5%에 해당하는 영역에 대한 3D 지도를 작성하는데에도 활용되었다. VISTA의 우리 은하에 대한 적외선 관측으로 성단과 세페이드 변광성의 거리 측정 신뢰도가 향상되었고, 이로서 우주의 거리를 재는 기준인 우주 거리 사다리의 향상에 기여하였다.

## 같이 보기
- VLT (망원경)
- 유럽 남방 천문대